# Lyminster
Lyminster est un village du Sussex de l'Ouest, en Angleterre. Il est situé juste au nord de la ville côtière de Littlehampton, à 3 km au nord du centre-ville. Administrativement, il relève du district d'Arun. Au recensement de 2011, la paroisse civile de Lyminster and Crossbush, qui comprend également le village voisin de Crossbush, comptait 369 habitants.

## Étymologie
Lyminster provient du vieil anglais mynster, désignant un monastère ou une grande église, et du nom de personne Lulla, avec le suffixe possessif -ing. Il est attesté sous la forme Lullyngmynster vers 880 et figure dans le Domesday Book, à la fin du XIe siècle, sous la forme Lolinminstre.